# Джак Холдеман
Джак Керъл Холдеман (на английски: Jack Carroll Haldeman) е американски писател на научна фантастика. Брат на Джо Холдеман.

## Биография и творчество
Роден е в Хопкинсвил, щата Ню Йорк и завършва университета в щат Оклахома, както и университета „Джон Хопкинс“. След 1963 г. се занимава професионално с наука. Първото му произведение – разказът Garden of Eden, е публикувано през 1971 г.